# Morris Weiss
Morris S. Weiss (11 de agosto de 1915 - 18 de mayo de 2014) fue un dibujante y exritor de cómics estadounidense. Activo desde los años 1930 hasta mediados de la década de 1970, creó el personaje adolescente cómico "Margie" para Timely Comics, que en la década de 1940 fue predecesor de Marvel Comics, y fue el dibujante final sobre la tira cómica de Mickey Finn. También trabajó como un escritor o ilustrador en numerosas otras tiras, incluyendo a Joe Palooka.

## Biografía
Morris Weiss nació en 1915 en Pennsylvania y se crio en la ciudad de Nueva York, donde estudió rótulo-pintura como electiva profesional en la escuela secundaria. Él irrumpió en el campo de los cómics en 1934 con breves períodos como el rotulista de los cómics de tira Minute Movies de Ed Wheelan, y como asistente en la tira cómica Joe Jinks; a principios de 1940, United Features Syndicate lo contrató para dibujar Joe Jinks. Entre 1934 y 1936 le puso letras a Harold Knerr en la tira cómica El Katzenjammer Kids.